# Jerzy Płonka
Jerzy Płonka (ur. 7 czerwca 1930 w Kończycach Małych, zm. 17 września 2020 we Wrocławiu) – polski matematyk-algebraik, twórca konstrukcji matematycznej określanej mianem sumy Płonki.

## Życiorys
Urodził się w 1930 r., jako syn nauczyciela. W wieku 8 lat zachorował na ciężką grypę, w wyniku czego nastąpiło znaczne pogorszenie, a w późniejszych latach utrata wzroku. Okupację spędził w Krakowie, gdzie miał okazję spotkać się z Karolem Wojtyłą i uczestniczyć w spotkaniach kółka różańcowego, odbywających się w mieszkaniu krakowskiego krawca Jana Tyranowskiego. Po wojnie ukończył szkołę średnią w Bytomiu (1949 r.), a następnie przez 15 lat pracował jako nauczyciel w szkole dla dzieci niewidomych we Wrocławiu, ucząc matematyki, śpiewu i prowadząc chór. W roku 1953 ukończył studia na wydziale wokalnym Państwowej Wyższej Szkole Muzycznej we Wrocławiu. W roku 1956 rozpoczął studia matematyczne na Uniwersytecie Wrocławskim. W 1961 r. obronił pracę magisterską napisaną pod kierunkiem profesora Edwarda Marczewskiego, ówczesnego rektora. Profesor Marczewski był też promotorem pracy doktorskiej, obronionej w 1964 r. Tematem pracy było wprowadzone przez Marczewskiego pojęcie niezależności algebraicznej. Płonka zdefiniował i opisał tak zwane algebry diagonalne, które znalazły liczne zastosowania w pracach algebraików. Również w 1964 roku rozpoczął pracę w Instytucie Matematycznym Polskiej Akademii Nauk, gdzie w roku 1967 uzyskał stopień doktora habilitowanego. W pracy habilitacyjnej przedstawił konstrukcję algebr nazywaną później sumą Płonki. Znalazła ona liczne zastosowania w teoriach równościowych, kratach kongruencji, reprezentacjach algebr i w logice. Będąc zapraszanym przez ośrodki naukowe w Kanadzie i w Niemczech prowadził tamże działalność naukową. W latach 1981–2007 pracował na stanowisku profesora nadzwyczajnego Instytutu Matematycznego PAN. W latach 1973–1994 pracował też w Wyższej Szkole Pedagogicznej w Opolu, później Uniwersytecie w Opolu. Jest autorem 127 prac z zakresu algebry ogólnej i teorii grafów, wydanych m.in. w Fundamenta Mathematicae, Colloquium Mathematicum, Algebra Universalis, Pacific Journal of Mathematics, Mathematica Japonica. Był promotorem w 10 przewodach doktorskich.

## Publikacje
Ważniejsze publikacje:
- Jerzy Płonka, Diagonal algebras, Fund. Math., 58 (1966), 309–321;
- Jerzy Płonka, On the method of construction of abstract algebras, Fund. Math., 61 (1967), 183–189;
- Gratzer G., Lakser, H., Płonka J., Joins and direct Products of equational classes, Canad.Math.Bull., 12(1969), 741–744.
- Jerzy Płonka, On algebras with n distinct essentially n-ary operations, Algebra Universalis, 1/1 (1971), 73–79;
- J.Płonka, On the sum of a direct system of universal algebras with nullary polynomials, Algebra Universalis, 19 (1984), 197–207.
- Jerzy Płonka, On n-clone extensions of algebras, Algebra Universalis 40 (1998), 1–17
- Adam W. Marczak and Jerzy Płonka, Mapping Extension of an Algebra Algebra Colloq. 16, 479 (2009). DOI: 10.1142/S1005386709000455